# Invisible Touch
Az 1986-os Invisible Touch a Genesis tizenharmadik stúdióalbuma. Az album címadó dala a zenekar egyetlen amerikai listavezető kislemeze lett. Ezen kívül népszerű szám lett még a Land of Confusion, a Tonight, Tonight, Tonight és az In Too Deep is.
Ez lett a zenekar legsikeresebb nagylemeze. Az Egyesült Királyságban első, az Amerikai Egyesült Államokban harmadik lett az albumlistán, előbbiben 1,2, utóbbiban 6 millió eladott példánnyal.

## Az album dalai
Minden dalt Phil Collins, Tony Banks és Mike Rutherford szerzeményeként tüntettek fel.
1. Invisible Touch – 3:29
2. Tonight, Tonight, Tonight – 8:53
3. Land of Confusion – 4:45
4. In Too Deep – 4:58
5. Anything She Does – 4:09
6. Domino – 10:44
7. Throwing It All Away – 3:53
8. The Brazilian – 4:50

## Közreműködött
- Phil Collins – ének, dob, ütőhangszerek
- Mike Rutherford – basszusgitár, gitár
- Tony Banks – billentyűs hangszerek, basszusgitár-szintetizátor